# Кнегиње Лихтенштајна
Следи списак кнегиња Лихтенштајна.

## Кнегиње Лихтенштајна

### Династија Лихтенштајн
| Слика | Име                              | Отац                              | Рођење              | Брак               | Постала кнегиња    | Престала да влада  | Смрт                | Супружник                            |
| ----- | -------------------------------- | --------------------------------- | ------------------- | ------------------ | ------------------ | ------------------ | ------------------- | ------------------------------------ |
|       | Ана Марија Шемберова             | Јохан Шембера                     | 1575.               | 1590.              | 20. децембар 1608. | 6. јун 1625.       | 6. јун 1625.        | Карло I од Лихтенштајна              |
|       | Јохана од Лихтенштајна           | Максимилијан II                   | 1625.               | 6. август 1644.    | 6. август 1644.    | 26. март 1676.     | 26. март 1676.      | Карл Еузебијус од Лихтенштајна       |
|       | Едмунда Марија од Лихтенштајна   | Фердинанд Јозеф                   | 17. април 1652.     | 16. фебруар 1681.  | 5. април 1684.     | 16. јун 1712.      | 15. март 1737.      | Јохан Адам Андреас од Лихтенштајна   |
|       | Елеонора Барбара од Лихтенштајна | Михајло Освалд                    | 4. мај 1661.        | 15. октобар 1679.  | 12. март 1718.     | 11. октобар 1721.  | 10. фебруар 1723.   | Антон Флоријан од Лихтенштајна       |
|       | Марија Ана од Лихтенштајна       | Френсис Алберт I                  | 21. септембар 1693. | 3. август 1716.    | 11. октобар 1721.  | 15. април 1729.    | 15. април 1729.     | Јозеф Венцел, кнез од Лихтенштајна   |
|       | Марија Ана Котулинска            | Франц Карл Котулински             | 12. мај 1707.       | 22. август 1729.   | 22. август 1729.   | 16. децембар 1732. | 6. фебруар 1788.    | Јозеф Венцел, кнез од Лихтенштајна   |
|       | Ана Марија од Лихтенштајна       | Антон Флоријан од Лихтенштајна    | 11. септембар 1699. | 19. април 1718.    | 16. децембар 1732. | 6. јул 1745.       | 20. јануар 1753.    | Јозеф Венцел, кнез од Лихтенштајна   |
|       | Марија Јозефа од Лихтенштајна    | Фридрих Август                    | 20. новембар 1727.  | 19. март 1744.     | 6. јул 1745.       | 22. децембар 1748. | 15. фебруар 1788.   | Јохан Непомук Карл од Лихтенштајна   |
|       | Ана Марија од Лихтенштајна       | Антон Флоријан од Лихтенштајна    | 11. септембар 1699. | 19. април 1718.    | 22. децембар 1748. | 20. јануар 1753.   | 20. јануар 1753.    | Јозеф Венцел, кнез од Лихтенштајна   |
|       | Леополдина Стернберг             | Франц Филип од Стернберга         | 11. децембар 1733.  | 6. јул 1750.       | 10. фебруар 1772.  | 18. август 1781.   | 27. јун 1809        | Франц Јозеф I, кнез Лихтенштајна     |
|       | Каролина од Лихтенштајна         | Јохан Вилијам                     | 14. новембар 1768.  | 16. новембар 1783. | 16. новембар 1783. | 24. март 1805.     | 11. јун 1831.       | Алојз I, кнез Лихтенштајна           |
|       | Јозефа од Лихтенштајна           | Јоаким Егон                       | 21. јун 1776.       | 12. април 1792.    | 24. март 1805.     | 20. април 1836.    | 23. фебруар 1848.   | Јохан I Јозеф, кнез Лихтенштајна     |
|       | Франциска Кински од Лихтенштајна | Франц Кински                      | 8. август 1813.     | 8. август 1831.    | 20. април 1836.    | 12. новембар 1858. | 5. фебруар 1881.    | Алојз II, кнез Лихтенштајна          |
|       | Елизабета Гутман                 | Вилијам Исак Гутман               | 8. јануар 1875.     | 22. јул 1929.      | 22. јул 1929.      | 25. јул 1938.      | 28. септембар 1947. | Франц I, кнез Лихтенштајна           |
|       | Георгина од Вилцека              | Фердинанд Марија, гроф од Вилцека | 24. октобар 1921.   | 7. март 1943.      | 7. март 1943.      | 18. октобар 1989.  | 18. октобар 1989.   | Франц Јозеф II, кнез од Лихтенштајна |
|       | Марија од Вшиница и Тетауа       | Фердинанд Карл Кински             | 14. април 1940.     | 30. јул 1967.      | 13. новембар 1989. | 21. август 2021.   | 21. август 2021.    | Ханс-Адам II, кнез Лихтенштајна      |